# Hohe Mense

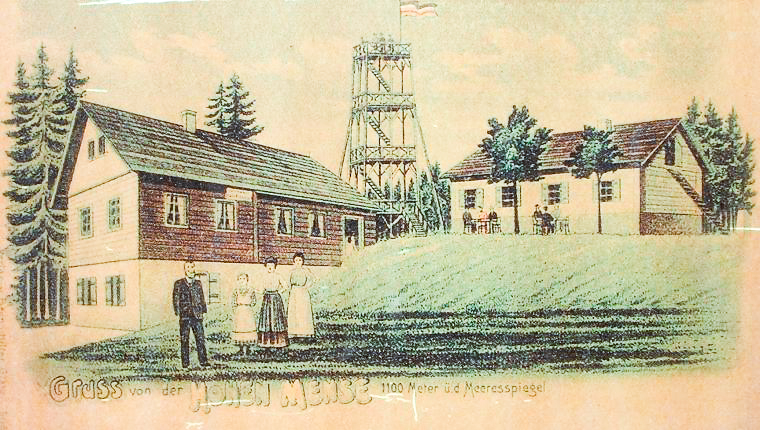
Gasthaus zur Hohen Mense

Die Hohe Mense (polnisch Orlica, tschechisch Vrchmezí) ist ein 1084 m n.m. hoher Berg im nördlichen Teil des Adlergebirges. Er liegt elf Kilometer südlich von Duszniki-Zdrój (Bad Reinerz) auf der Grenze zwischen Polen und Tschechien. Der Berg ist der nördlichste Gipfel des Adlergebirgskammes und das Quellgebiet der Dědina und Bělá.
Der Gipfel der Hohen Mense ist mit Glimmerschiefer bedeckt und gewährt eine weite Aussicht nach Böhmen und in das Glatzer Land. Auf dem Gipfel errichtete der Gastwirt Heinrich Rübartsch (1852–1930) die nach ihm benannte „Rübartsch-Baude“ und einen Aussichtsturm, der als Kaiser-Friedrich-Turm bezeichnet wurde. Nach dem Übergang an Polen infolge des Zweiten Weltkriegs 1945 wurde die Baude 1946 durch ein Feuer zerstört. Am östlichen Hang verläuft die Woiwodschaftsstraße 389 von Duszniki-Zdrój nach Mostowice (Langenbrück) und weiter nach Międzylesie (Mittelwalde). Südlich liegt die Sattlerkoppe (Sedloňovský vrch).
Am Südosthang befindet sich der polnische Wintersportort Zieleniec (Grunwald), im Westen Sedloňov (Sattel) und Polom sowie im Nordwesten Olešnice v Orlických horách (Gießhübel).